# Ulica Zabrska w Katowicach
Ulica Zabrska w Katowicach – ulica w Katowicach, położona w centralnej części miasta, na terenie dzielnicy Śródmieście.
Wraz z sąsiednią ulicą F. Chopina została wytyczona w latach 90. XIX wieku. Podobnie jak inne ulice w tym kwartale Śródmieścia ma ona przebieg prostoliniowy. W południowo-wschodniej części ulicy dominuje zwarta zabudowa mieszkalno-usługowa, natomiast w północno-zachodniej części znajduje się kompleks budynków Global Office Park. Jej nazwa pochodzi od nazwy miasta Zabrze.

## Przebieg
Na całej swojej długości przebiega przez teren katowickiej dzielnicy Śródmieście. Numeracja budynków położonych przy niej rozpoczyna się od strony południowo-wschodniej, przy skrzyżowaniu z ulicą Sokolską. Ulica Zabrska biegnie prostoliniowo w kierunku północno-zachodnim i kończy swój bieg na skrzyżowaniu z ulicą Dąbrówki, po drodze krzyżując się jedynie prostopadle z ulicą Jana III Sobieskiego.

## Charakterystyka

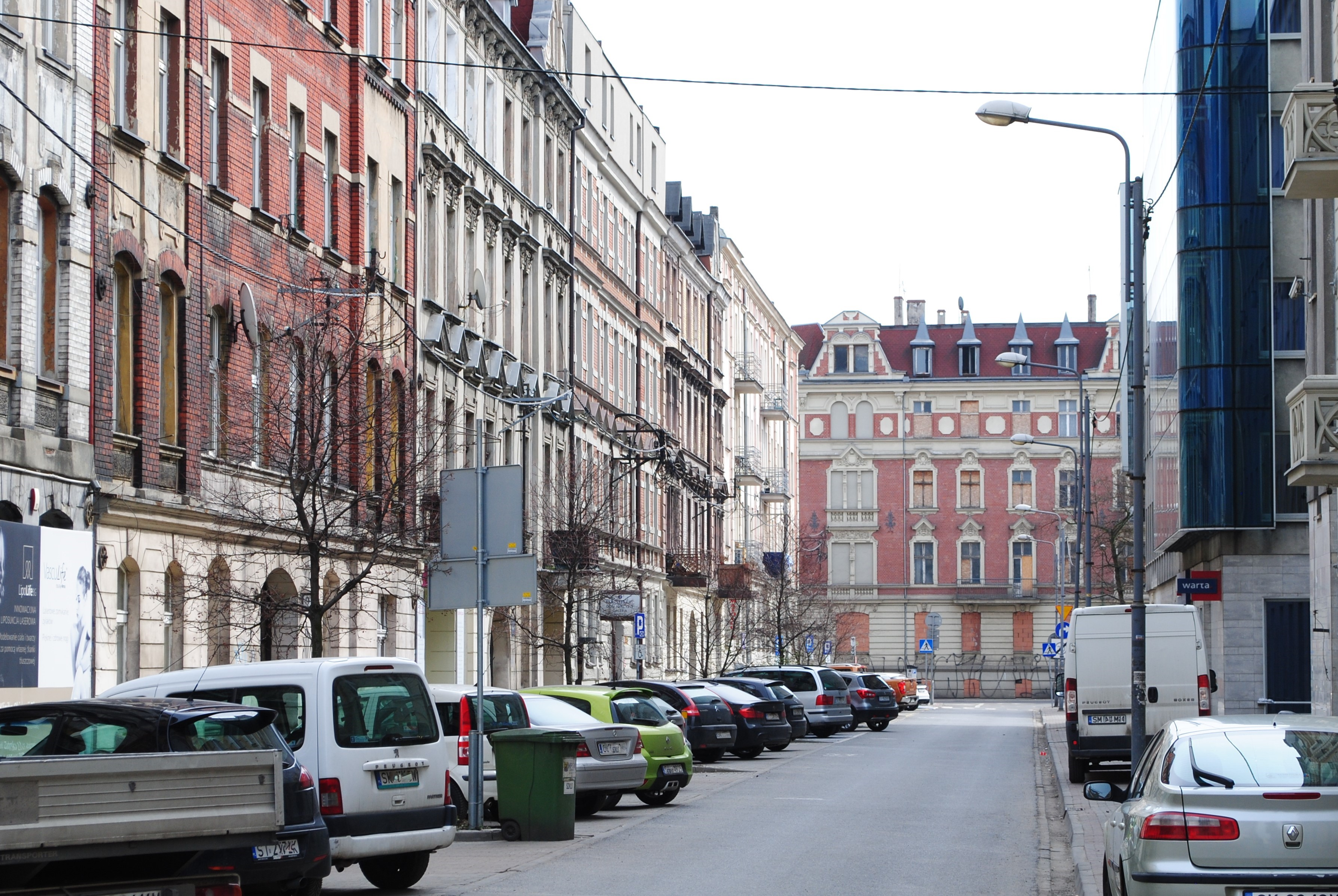
Wschodnia część ulicy Zabrskiej w kierunku ulicy Sokolskiej (2021)

Ulica Zabrska to droga gminna nr 100355S o klasie drogi dojazdowej (D). W systemie TERYT ulica widnieje pod numerem 25285, a kod pocztowy dla adresów wzdłuż niej to 40-083. Znajduje się w obrzaszrze administrowania Miejskiego Zarządu Ulic i Mostów w Katowicach. Posiada jezdnię o nawierzchni z masy bitumicznej, a jej szerokość wynosi 6,2 m. Łączna długość ulicy wynosi 358 m.
Ulicą nie kursują pojazdy miejskiego transportu zbiorowego Zarządu Transportu Metropolitalnego (ZTM). Najbliższy przystanek autobusowy znajduje się przy ulicy Sokolskiej i placu Wolności (Katowice plac Wolności), a tramwajowy przy ulicy Gliwickiej (Katowice Dąbrówki i Katowice Sobieskiego).
Ulica nie posiada wyodrębnionych dróg rowerowych a wzdłuż ulicy Zabrskiej na odcinku pomiędzy ulicami Sokolską a Jana III Sobieskiego organizacja ruchu drogowego zezwala na kontraruch rowerowy wzdłuż jezdni ulicy.
Północno-zachodnia część ulicy Zabrskiej zabudowana jest obiektami o funkcji mieszanej (w tym kompleksem budynków Global Office Park), natomiast bardziej uporządkowany charakter jest obszar zespołu zabudowy mieszkalnej z obiektami usługowymi w rejonie skrzyżowania ulic Zabrskiej i Sokolskiej.

## Historia

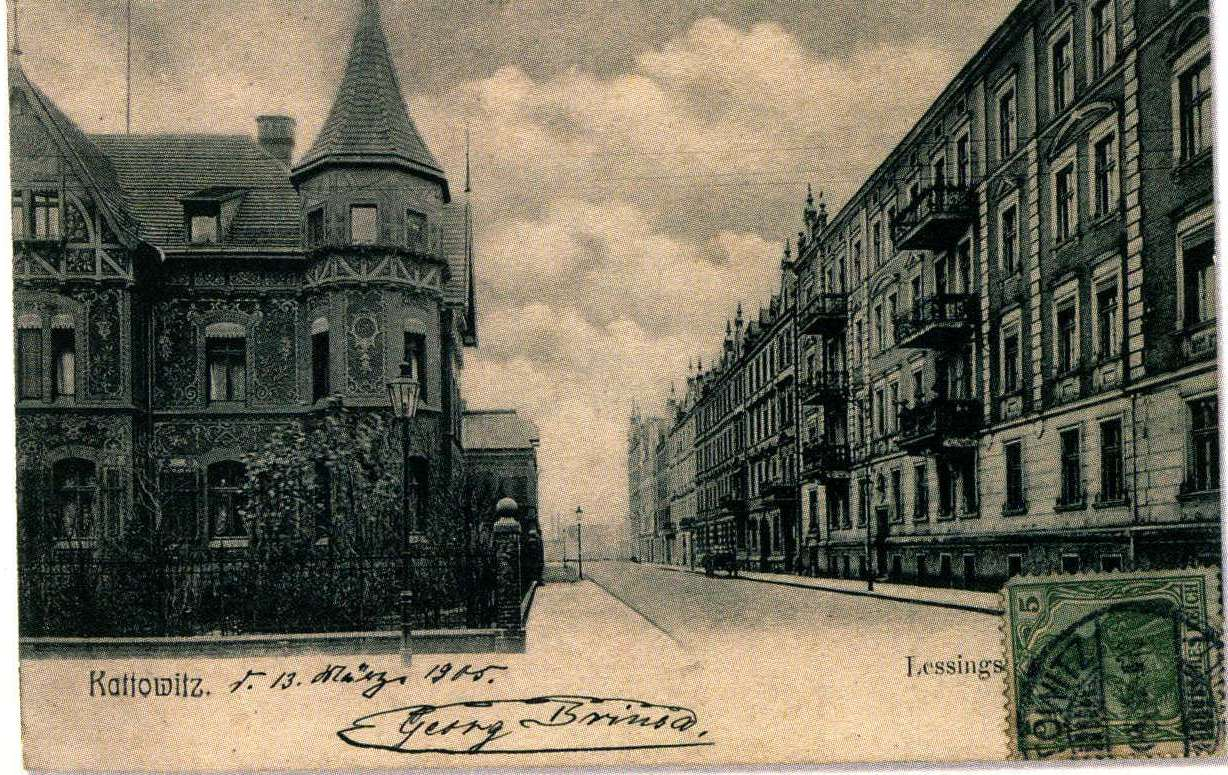
Ulica Zabrska na pocztówce z 1903 roku; widok z ulicy Sokolskiej

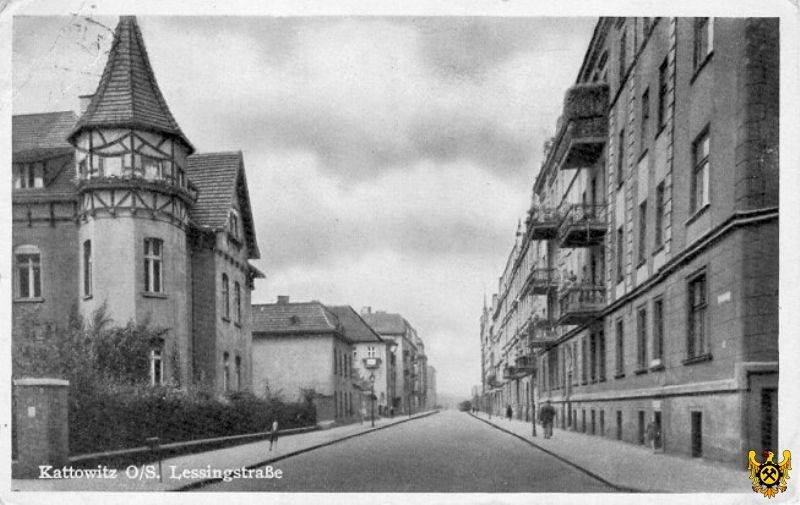
Ulica Zabrska na przedwojennej pocztówce; widok z ulicy Sokolskiej

Zanim została wytyczona późniejsza ulica Zabrska, w 1856 roku z inicjatywy Friedricha Wilhelma Grundmanna został ukończony plan przestrzennej rozbudowy Katowic autorstwa Heinricha Moritza Augusta Nottebohma, który przewidywał ich zabudowę do granic Dębu i Załęża po stronie zachodniej. Przewodnim założeniem planu było wytyczenie dwóch placów, w tym późniejszego placu Wolności, od których miały się rozchodzić krótkie ulice spełniające funkcję wewnętrznej sieci drożnej.
W miarę rozwoju miasta zabudowa wypełniała tereny pomiędzy Rawą a torami kolejowymi, lecz możliwości rozwoju Katowic w kierunku północnym były ograniczone, gdyż znajdowały się tam niezabudowane tereny nad Rawą i staw hutniczy sięgający zakolami nieregularnej linii po późniejszą ulicę Zabrską. Na mapie z 1865 roku w pobliżu późniejszego skrzyżowania ulic Sokolskiej i Zabrskiej zaznaczona jest grobla; funkcjonował tam przewóz promowy na drugą stronę stawu. W 1875 roku zawarto porozumienie w sprawie likwidacji stawu, a w 1885 roku rozpoczęto prace związane z jego zasypaniem, przez co uzyskano nowe tereny budowlane w północnej części ówczesnego miasta.
Kierunek późniejszej ulicy Zabrskiej determinowała równolegle biegnąca do niej późniejsza ulica A. Mickiewicza, którą wytyczono równolegle do południowego brzegu stawu hutniczego, a kierunek ten nabrał podstawowego znaczenia dla kompozycji urbanistycznej Katowic. Na nim oparto także kierunek sieci ulic zachodniej części miasta w ówczesnych granicach. Wytyczono m.in. równoległe do ulicy A. Mickiewicza ulicę Opolską czy śródmiejski fragment ulicy Gliwickiej.
Sama natomiast ulica Zabrska wraz z ulicą F. Chopina została wytyczona w latach 90. XIX wieku. Podzieliła ona na pół dwa duże kwartały pomiędzy ulicami A. Mickiewicza a Opolską. W 1900 roku nadano jej nazwę Lessingstrasse.

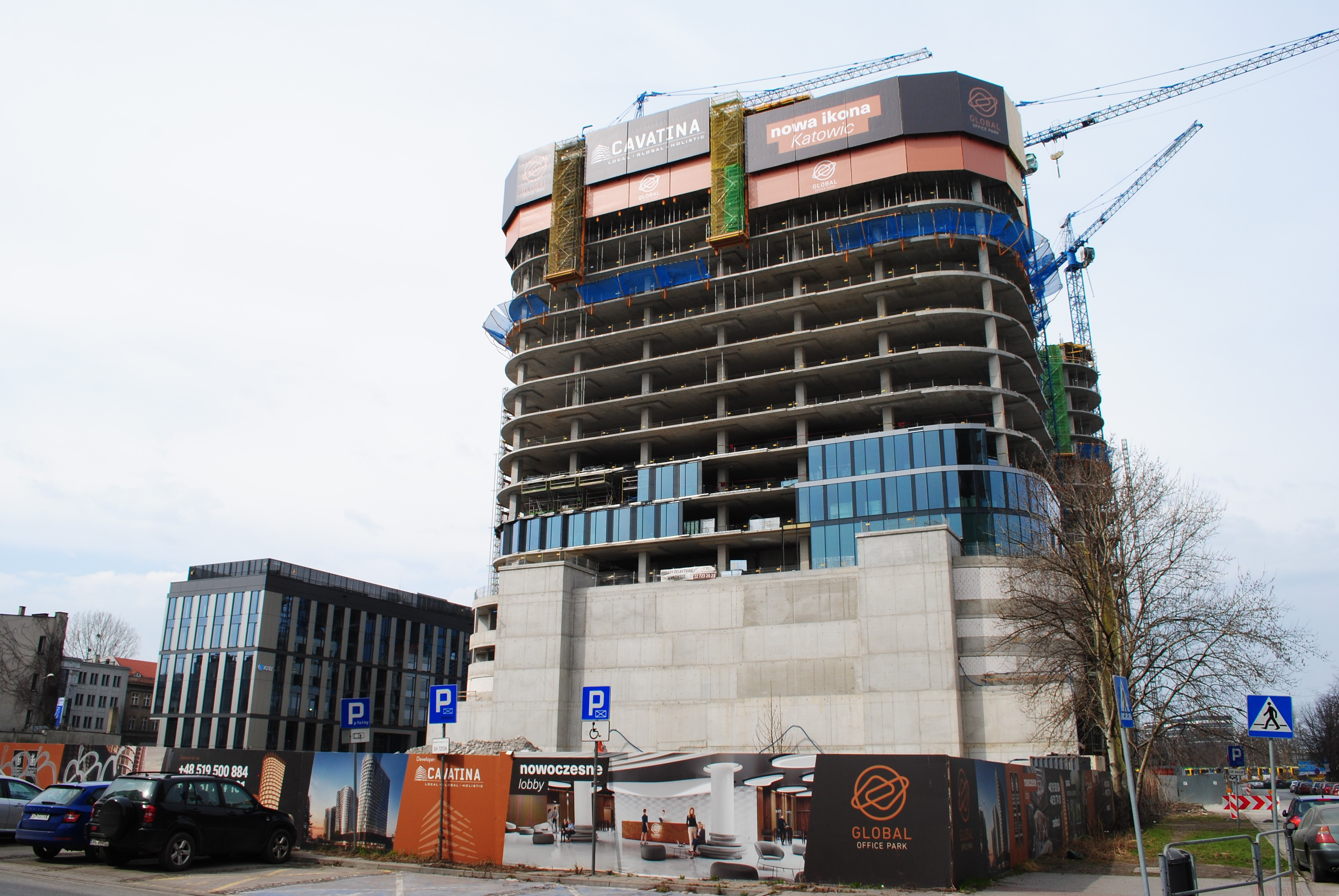
Budowa kompleksu Global Office Park w marcu 2021 roku

W 1922 roku drogę przemianowano na ulicę Zabrską, która pochodzi od nazwy miasta Zabrze. W 1935 roku ulica Zabrska położona była w Dzielnicy I (Centrum). Ówczesnymi właścicielami budynków przy niej były różne osoby, z czego gmachu pod nr. 2 był nim konsulat niemiecki. Pod nr. 13 działał wówczas katowicki oddział Fabryki Łączników i Wyrobów Lanokutych oraz zakład instalacyjny, pod nr. 18 składnica urządzeń centralnego ogrzewania, a pod nr. 24 garaże samochodowe. Przy ulicy Zabrskiej 14 mieszkał natomiast inż. arch. Stanisław Mielnicki.
W latach 1939–1945 drogę ponownie przemianowano na Lessingstrasse, a w 1945 roku przywrócono jej poprzednią nazwę – ulica Zabrska.
Na początku lat 90. XX wieku w rejonie ulic Zabrskiej, Dąbrówki i A. Mickiewicza pozostała jeszcze zabudowa gospodarczo-przemysłowa i były to wówczas jedynie nie do końca zabudowane tereny w obrębie pierwotnej tkanki urbanistycznej miasta Katowice. W latach 2019–2024 roku na tych terenach trwała budowa zespołu budynków Global Office Park.
Wcześniej, bo w 2006 roku ulicę Zabrską zmodernizowano na odcinku pomiędzy ulicami Sokolską a Jana III Sobieskiego. W ramach prac przebudowano kanalizację deszczową, a także wymieniono nawierzchnię jezdni i chodników wraz z krawężnikami i obrzeżami. W 2012 roku wyremontowano kamienicę pod nr. 12.

## Obiekty zabytkowe i historyczne

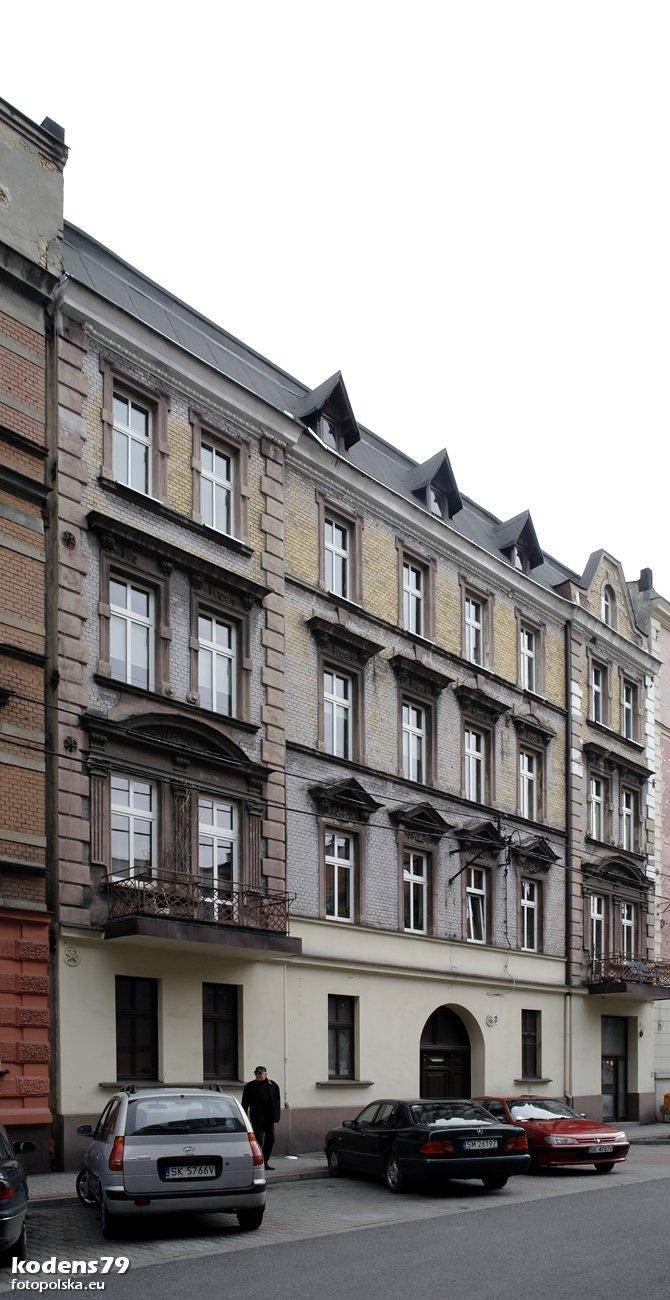
Kamienica (ul. Zabrska 3)

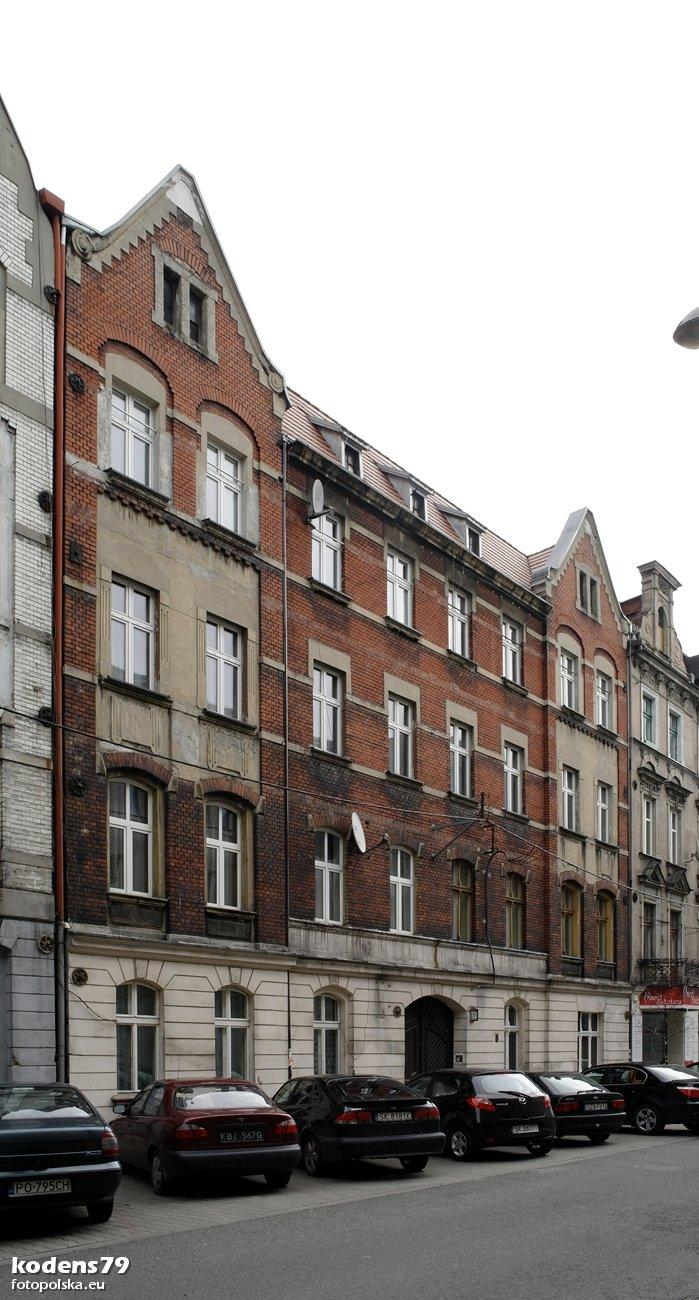
Kamienica (ul. Zabrska 9)

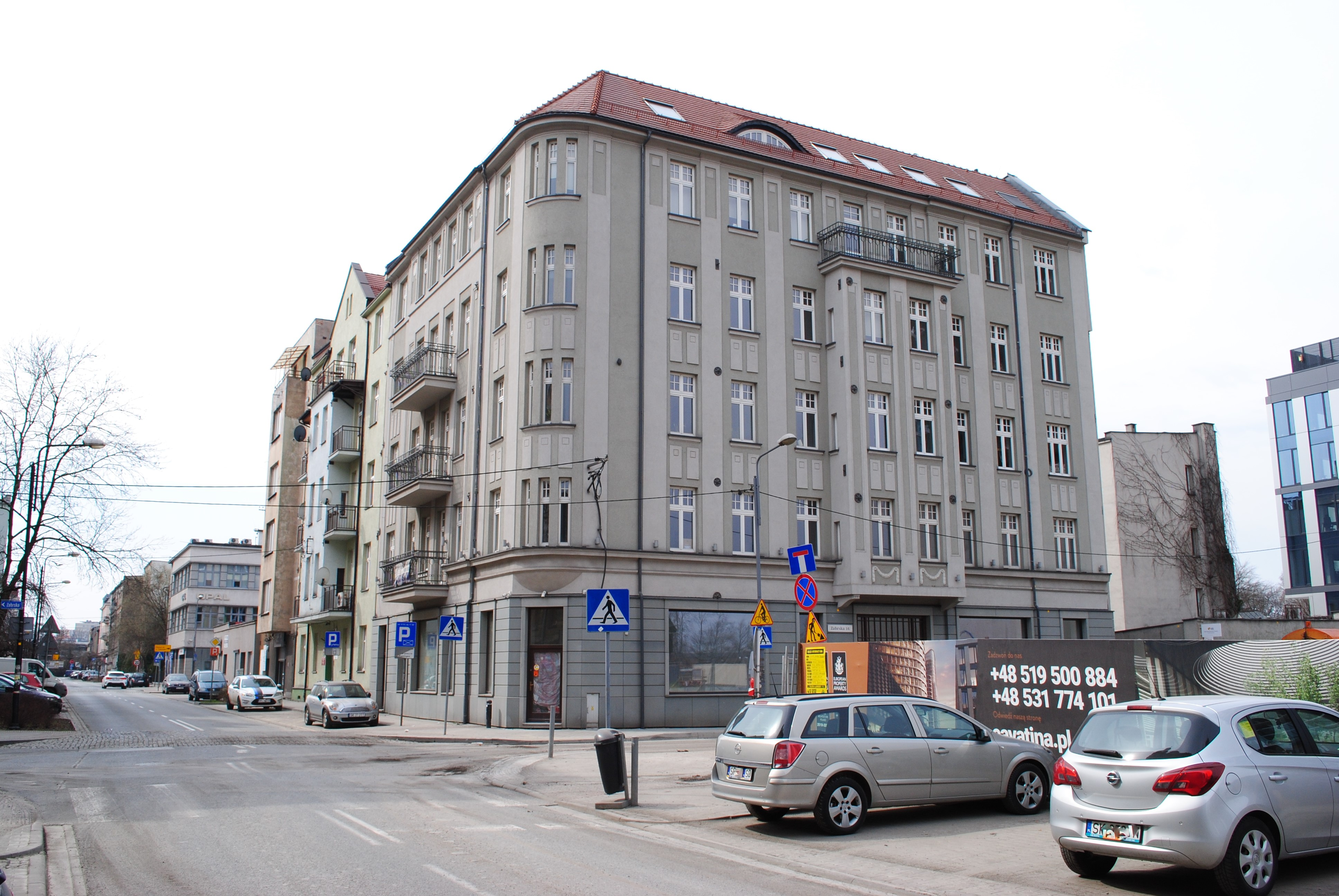
Kamienica (ul. Zabrska 16)

- Kamienica (ul. Zabrska 1 / Sokolska 10)[29] – z końca XIX wieku w stylu historyzmu; jest to obiekt murowany z cegły, czterokondygnacyjny z poddaszem, zwieńczony dachem dwuspadowym kalenicowym; elewacja narożnej kamienicy do strony ulicy Sokolskiej jest dziesięcioosiowa, od strony ulicy Zabrskiej czteroosiowa, a od strony kościoła Przemienienia Pańskiego trzynastoosiowa; osie kamienicy są lekko zryzalitowane i wydzielone pionowymi boniowanymi pasami; cokół i parter kamienicy jest tynkowany, natomiast wyżej elewacje są pokryte okładziną ceglaną z pionowymi pasami tynku[30],
- Kamienica (ul. Zabrska 3)[29] – prawdopodobnie z 1899 roku w stylu historyzmu według projektu budowniczego Franza Blindowa; jest to obiekt murowany z cegły, czterokondygnacyjny z poddaszem, zwieńczony dachem dwuspadowym z mansardową połacią z lukarnami od strony ulicy; fasada kamienicy jest ośmioosiowa, z czego pary dwóch skrajnych osi są zespolone w obrębie ryzalitów flankowanych pasami boni; na wschodnim ryzalicie, zwieńczonym facjatką w formie ściętego trójkąta, znajduje się balkon; na fasadzie kamienicy występują także różnego typu detale w tynku, jak profilowane opaski okienne czy nadokienniki z dekoracją roślinną i trójkątnymi naczółkami[31],
- Kamienica (ul. Zabrska 5)[29] – z 1899 roku w stylu historyzmu według projektu budowniczego Franza Blindowa; nadbudowana w 1918 roku; jest to obiekt murowany z cegły, pięciokondygnacyjny, zwieńczony dachem dwuspadowym z mansardową połacią od podwórza; fasada kamienicy jest symetryczna i dziewięcioosiowa, na parterze jest ona tynkowana z boniowaniem pasowym, a na piętrach ceglana z poziomymi pasami tynku; dwie osie skrajne kamienicy zostały ujęte w obrębie płytkich ryzalitów; opaski okienne od drugiej do czwartej kondygnacji są ujęte w tynkowy detal i dodatkowo nad oknami drugiej kondygnacji znajdują się trójkątne nadokienniki[32],
- Kamienica (ul. Zabrska 7)[29] – z 1900 roku w stylu historyzmu według projektu budowniczego Ludwiga Goldsteina; jest to obiekt murowany z cegły, czterokondygnacyjny z poddaszem, zwieńczony dachem dwuspadowym z mansardową połacią z lukarnami od strony ulicy; fasada kamienicy jest symetryczna i ośmioosiowa; z czego dwie skrajne zostały ujęte w obrębie płytkich ryzalitów zwieńczonych wolutowymi facjatami i zaakcentowanymi na drugiej kondygnacji balkonami na rzucie trapezu; fasada jest otynkowana, z czego na parterze jest dodatkowo boniowana pasowo; kamienica posiada tynkowane detale w formie profilowanych obramień okiennych, nadokienników w formie trójkątnych naczółków czy gzymsów na kroksztynach[33],
- Kamienica (ul. Zabrska 9)[29] – z 1903 roku w stylu modernizmu z elementami historyzmu według projektu budowniczego Ludwiga Goldsteina; jest to obiekt murowany z cegły, czterokondygnacyjny z poddaszem, zwieńczony dachem dwuspadowym kalenicowym z lukarnami; fasada kamienicy jest symetryczna i ośmioosiowa, z czego dwie skrajne zostały ujęte w obrębie płytkich ryzalitów i zwieńczone trójkątnymi szczytami; fasada na parterze jest tynkowana i boniowana, a powyżej obłożona okładziną ceglaną z poziomymi pasami tynku i płycinami ujmującymi okna na trzeciej kondygnacji w ryzalitach; okna fasady zostały częściowo zamknięte łukiem odcinkowym, a część z nich jest prostokątna[34],
- Kamienica (ul. Zabrska 11)[29] – z 1903 roku w stylu modernizmu i secesji z elementami historyzmu według projektu opracowanego w firmie budowlanej Aronade und Goldstein; jest to obiekt murowany z cegły, czterokondygnacyjny z poddaszem, zwieńczony dachem dwuspadowym z mansardową połacią z lukarnami; fasada kamienicy jest symetryczna i ośmioosiowa, z czego dwie skrajne zostały ujęte w obrębie płytkich ryzalitów i zwieńczone zostały trójkątnymi szczytami w formie ściętych trójkątów; fasada na parterze jest tynkowana i boniowana, a powyżej obłożona okładziną ceglaną z poziomymi pasami tynku i płycinami ujmującymi okna na trzeciej kondygnacji w ryzalitach; zachowały się detale w tynku w formie obramień okiennych ze stylizowaną dekoracją roślinną, płycin międzyokiennych czy dekoracji szczytów; okna są prostokątne i zamknięte łukami odcinkowymi[35],
- Kamienica (ul. Zabrska 12)[29] – z 1905 roku i nadbudowana w 1928 roku; w stylu modernizmu z elementami neogotyku; jest to obiekt murowany z cegły, pięciokondygnacyjny, zwieńczony dachem dwuspadowym; fasada kamienicy jest symetryczna i dziewięcioosiowa, a czego trzy środkowe osie są ujęte w ryzalit, a także flankowana jest pasami boniowania; parter i ryzalit fasady jest tynkowany i boniowany z dwoma poziomymi pasami okładziny ceglanej, a na piętrach w bocznych partiach posiada ona okładzinę ceglaną; kamienica wzbogacona jest detalem w tynku w formie obramień okien, szczególnie w środkowej części ze zwieńczeniem z inskrypcją o treści „1905”, a ponadto nad bramą wjazdową znajduje się detal o kształcie stylizowanej nici roślinnej; w osiach środkowych części bocznych na trzeciej i czwartej kondygnacji znajdują się balkony z murowanym, ażurowanymi balustradami[36],
- Kamienica (ul. Zabrska 13)[29] – z 1903 roku w stylu historyzmu według projektu budowniczego Franza Blindowa; jest to obiekt murowany z cegły, pięciokondygnacyjny z poddaszem, zwieńczony dachem dwuspadowym z mansardową połacią z lukarnami do strony ulicy i hełmem; kamienica znajduje się w narożu ulic, elewacja od strony ulicy Zabrskiej jest siedmioosiowa, a do strony ulicy Jana III Sobieskiego sześcioosiowa, z czego osie sąsiadujące z narożem są lekko zryzalitowane, flankowane pionowymi pasami pseudoboniowania i zwieńczone facjatkami; narożnik kamienicy jest jednoosiowy, z balkonem i wielobocznym wykuszem, zwieńczony wieloboczną wieżyczką z kopulastym hełmem; na elewacjach znajdują się detale tynkowe w formie obramień okien, nadokienników i naczółków; okna są prostokątne i zamknięte łukiem odcinkowym[37],
- Kamienica (ul. Zabrska 14)[29] – z 1905 roku i nadbudowana w 1935 roku; w stylu modernizmu i historyzmu; jest to obiekt murowany z cegły, pięciokondygnacyjny, zwieńczony dachem dwuspadowym z lukarnami; kamienica znajduje się w narożu ulic, elewacja od strony ulicy Zabrskiej jest ośmioosiowa, a od strony ulicy Jana III Sobieskiego pięcioosiowa; narożnik, flankujące go skrajne osie, a także parter są otynkowane, a pozostała część kamienicy pokryta jest okładziną ceglaną; detal tynkowy znajduje się tutaj w formie obramień okiennych z nadokiennikami o różnych kształtach i uzupełnionych elementami roślinnymi[38],
- Kamienica (ul. Zabrska 16)[29] – z 1910 roku w stylu modernizmu według projektu budowniczego Franza Blindowa; jest to obiekt murowany z cegły, pięciokondygnacyjny z poddaszem, zwieńczony dachem dwuspadowym, krytym dachówką; znajduje się ona w narożniku ulic, elewacja od strony ulicy Zabrskiej jest ośmioosiowa, symetryczna i z wykuszem, a od strony ulicy Jana III Sobieskiego siedmioosiowa z balkonami na trzeciej i czwartej osi; narożnik kamienicy jest jednoosiowy; elewacje są otynkowane, z czego na parterze są one dodatkowo boniowane; tynkowe detale kamienicy występują tutaj w formie opasek okiennych na parterze, podziałów płycinowych na piętrach i girland roślinnych na wykuszu[39].

## Gospodarka i instytucje
Według stanu z końca lutego 2024 roku w systemie REGON zarejestrowanych było 149 aktywnych podmiotów gospodarczych z siedzibą przy ulicy Zabrskiej, w tym m.in.: kancelarie radców prawnych, podatkowe i adwokackie, biura rachunkowe, gabinety opieki zdrowotnej, wspólnoty mieszkaniowe, stowarzyszenia i fundacje (w tym Fundacja Pałac w Bycinie), agencje reklamy, firmy handlowe, placówka szkoleniowa, zakłady remontowo-budowlane, związek zawodowy, piekarnia i inne.
Wierni rzymskokatoliccy mieszkający przy ulicy Zabrskiej przynależą do parafii Przemienienia Pańskiego.